# Személyes készség
A soft skillek, más néven power skillek, common skillek, esszenciális készségek vagy magkészségek, olyan pszichoszociális készségek, amelyek általánosan minden szakmában alkalmazhatók. Ezek közé tartozik a kritikus gondolkodás, a problémamegoldás, a nyilvános beszéd, a professzionális írás, a csapatmunka, a digitális írástudás, a vezetői készségek, a professzionális hozzáállás, a munkamorál, a karriermenedzsment és az interkulturális folyékonyság .
A soft skillek ellentétben állnak a hard skillekkel, más néven technikai készségekkel, amelyek az egyes szakmákra vagy foglalkozásokra jellemzőek. A „ készség ” szó a gyakorlati funkciót emeli ki. Már önmagában a kifejezésnek is tág jelentése van, és egy adott képességet ír le, amely lehetővé teszi az egyszerűbb feladatoktól, például a labdába rúgás megtanulásától a összetettebekig, például a kreativitás elsajátításáig terjedő feladatokat. Ebben a konkrét esetben a „készség” fogalma úgy értendő, mint a nehezen kontrollálható cselekvések elsajátításának képességét.

## Történelem
A „soft skills” kifejezést az amerikai hadsereg alkotta meg az 1960-as évek végén. Olyan készségekre utal, amelyek nem igénylik gépek használatát. A hadsereg felismerte, hogy számos kulcsfontosságú tevékenység tartozik ebbe a kategóriába – például a csoportok vezetése, a katonák motiválása vagy akár a háborúk megnyeréséhez szükséges szociális készségek –, amelyek olyan képességekhez kapcsolódnak, amelyeket addig még nem katalogizáltak vagy nem vizsgáltak teljes körűen.
1959 óta az amerikai hadsereg jelentős erőforrásokat fordított a kiképzési eljárások technológiaalapú fejlesztésére. 1968-ban hivatalosan is bevezette a „Kiképzés rendszermérnöki” (Training Systems Engineering) néven ismert kiképzési doktrínát, amelyet a CON Reg 35-100-1 dokumentumban rögzítettek.
P. G. Whitmore a CON Reg 350-100-1 definícióját idézve így fogalmazott: „Munkaköri készségek, amelyek elsősorban emberekkel és papírmunkával kapcsolatosak, például csapatok irányítása, irodai személyzet felügyelete, tanulmányok készítése, karbantartási jelentések és hatékonysági elemzések írása, valamint hídszerkezetek tervezése.”
1972-ben egy amerikai hadsereg kiképzési kézikönyvben hivatalosan is elkezdték használni a „soft skilles” kifejezést. Az 1972-es CONARC Soft Skills konferencián Dr. Whitmore egy jelentést [1] [2] [3] mutatott be, amelynek célja az volt, hogy feltárja, miként értelmezik a „soft skills” kifejezést a különböző CONARC iskolákban. Egy kérdőív kidolgozása és kiértékelése után a szakértők egy új, kísérleti definíciót fogalmaztak meg: „A soft skillek olyan fontos, munkával kapcsolatos készségek, amelyek kevés vagy semmilyen interakciót nem igényelnek gépekkel, és amelyek munkahelyi alkalmazása viszonylag általános.””
Továbbá bírálták a koncepció akkori állapotát, homályosnak minősítve azt a megjegyzést, miszerint: „más szóval, azok a munkakörök, amelyekről sokat tudunk, a kemény készségek, és azok, amelyekről nagyon keveset tudunk, a soft készségek.” Egy másik, általuk azonnal lefolytatott tanulmány szintén negatív hangvételű következtetésre jutott.
Nicholas Humphrey pszichológus híres kijelentése szerint az embert elsősorban a szociális intelligencia határozza meg, nem pedig a kvalitatív intelligencia. Napjainkban számos iparág egyre nagyobb hangsúlyt fektet az alkalmazottak soft skilljeire, és egyre több vállalat kínál professzionális soft skillfejlesztő képzéseket munkatársai számára.

## Koncepció
A soft skillek személyes tulajdonságokként értelmezhetők. Ezek a készségek magukban foglalják többek között a nyelvi képességeket, a kognitív vagy érzelmi empátiát, az időgazdálkodást, a csapatmunkát és a vezetői kompetenciákat. Egy áttekintő szakirodalmon alapuló definíció szerint a soft skillek gyűjtőfogalomként szolgálnak, amelyek három kulcsfontosságú funkcionális elem köré csoportosíthatók: az emberekkel való kapcsolattartás, a személyes karrierjellemzők, valamint az önmenedzsment képességek.
A soft skillek jelentősége abban rejlik, hogy nem korlátozódnak egyetlen szakterületre sem. Ezek a gondolkodási és viselkedési mintázatok olyan képességek csoportját alkotják, amelyek az élet számos területén alkalmazhatók anélkül, hogy az adott helyzethez külön igazítani kellene őket. Rugalmasságuk révén segítik az embereket abban, hogy alkalmazkodjanak és pozitívan viselkedjenek, ezáltal hatékonyan tudják kezelni szakmai és mindennapi életük kihívásait. A soft skillek rugalmassá teszik az embereket egy folyamatosan változó világban.
Az évek során jelentősen megnőtt az érdeklődés a soft skillek iránt. Minél több kutatás születik a témában, annál jobban megértik az emberek e készségek fontosságát. A terület képzésébe és fejlesztésébe fektetett jelentős erőforrások – többek között alapkezelő társaságok és globálisan működő szervezetek részéről – szintén ezt az érdeklődést tükrözik. Az Európai Bizottság 2012-ben indította el az „Új készségek és munkahelyek menetrendje” című programját, amelynek célja az volt, hogy elősegítse a fiatal felnőttek képzését, és bemutassa számukra ezeknek az új készségeknek a jelentőségét.
A 21. században a soft skillek jelentős megkülönböztető tényezőt jelentenek, elengedhetetlenek a foglalkoztathatósághoz és az életben való sikerhez. A Nobel-díjas közgazdász , James Heckman azt állítja, hogy „a soft skillek előre jelzik az életben elért sikert, hogy véletlenül létrehozzák ezt a sikert, és hogy a soft skilleket fejlesztő programok fontos helyet foglalnak el a hatékony közpolitikák portfóliójában”. A téma fontosságát a munkaadók is jól mutatja, hogy a soft skillek ma már ugyanolyan fontosak egy új munkavállaló felvételekor, mint az átlag (amit egykor a döntéshozatal legfontosabb tényezőjének tartottak).
A nagyfokú kereslet, valamint a soft skillek jelentésével és képzésével kapcsolatos széles körben elterjedt zűrzavar két olyan tényező, amely magyarázhatja a soft skillek hiányát a munkaerőpiacon. A munkaadók nehezen találnak olyan vezetőket és munkavállalókat, akik lépést tudnak tartani a folyamatosan változó munkaerőpiaccal. A probléma nem csak a munkát kereső fiatalokra korlátozódik, hanem a tényleges alkalmazottakra is. A Society for Human Resource Management 2019-es felmérése szerint a munkaadók háromnegyede nehezen talál olyan diplomásokat, akik rendelkeznek a vállalatuk által igényelt soft skillekkel.

### A kemény készségekkel szemben
Korábban a szakmai elhelyezkedéshez kizárólag a kemény készségekre volt szükség, amelyek általában számszerűsíthetők és mérhetők voltak iskolai végzettség, munkatapasztalat vagy az interjúk során nyújtott teljesítmény alapján. Úgy tűnt, hogy a munkahelyi siker kizárólag a feladatok technikai végrehajtási képességén múlik. Ennek következtében a munkáltatók és vállalatok korábban elsősorban az objektíven mérhető kompetenciák alapján választották ki az új munkavállalókat. Ez részben megmagyarázza, hogy napjainkban miért kevesebb a kiváló soft skillekkel rendelkező munkavállaló, mint a technikai (hard skill) területen jól teljesítő szakember.
A trend az elmúlt években megváltozott, részben annak köszönhetően, hogy egyre több vállalkozás alkalmaz hibrid munkakörnyezetet . A kemény készségek továbbra is alapvető szempontot képviselnek, de a soft skillek fontosságban megegyeztek velük. Robert Lavasseur vezetéstudományi professzor szerint a területen általa megkérdezett kutatók többsége „a soft skilleket magasabbra értékelte, mint a technikai készségeket”.
A gyorsan növekvő foglalkoztatási ágazatokban a munkáltatók kijelentették, hogy a frissen végzett munkavállalók körében készséghiány mutatkozik. Ez a készségbeli szakadék a soft és hard skillek között tátong, ezek a frissen végzett alkalmazottak rendelkeznek a szükséges és elvárt hard skillekkel, de hiányoznak a soft skillek. A kutatások azt mutatják, hogy a gyengébb soft skillek hogyan befolyásolják az élet kimeneteleit, és hogy ezek fejlesztése hogyan pótolhatja a készségbeli hiányosságokat, vagy javíthatja az egyének életkörülményeit.
Az OECD 2015-ös tanulmányai szerint a soft skillek értelmesen mérhetők a kulturális és nyelvi határokon belül. Az ilyen mérések magukban foglalják az önbevalláson alapuló személyiségvizsgálatokat, viselkedési felméréseket és objektív pszichológiai értékeléseket tartalmazó módszerek kombinációját. Ezek a mérések javíthatók, ha több forrásból, különböző tanulási kontextusokból – például az iskolai környezetből, a családi környezetből és a tágabb közösségből – gyűjtünk adatokat, majd az adatokat trianguláljuk (OECD, 2015).
Ez azért van, mert a felmérések elfogultságnak lehetnek kitéve, és a több forrás – például saját, tanári, kortársi és szülői – felhasználása egyedi perspektívákat kínálhat a tanulók készségeire vonatkozóan, valamint a látens személyiségre is következtethet (John és De Fruyt, 2014). Ezenkívül a lehorgonyzott vinjetták egy másik módszer, amely alkalmazható az elfogultságok csökkentésére és az adatminőség javítására, valamint a soft skill értékelések kultúrák közötti összehasonlíthatóságának javítására (King, Murray, Salomon és Tandon, 2003; Kyllonen és Bertling, 2014 ). Különböző keretrendszereket fejlesztettek ki az alapvető soft skillek mérésére és fejlesztésére, mint például az alapvető készségek univerzális keretrendszere.

## Oktatás
Növekvő fontosságuk miatt a soft skillek oktatásának szükségessége világszerte komoly aggodalomra ad okot az oktatók és a munkaadók számára. Mivel a soft skillek (soft skillek) nehezen definiáltak, a tanításuk nagyobb kihívást jelent a klasszikus készségekhez képest. Emiatt az első lépés annak megértése, hogyan kell ezeket értékelni, hogy az oktatók nyomon követhessék a tanulók fejlődését.
Ami a tanítást illeti, a soft skillek értékelése nehezebb, mint a technikai készségeké. „A kvízek vagy vizsgák nem tudják pontosan mérni az interperszonális és vezetői készségeket.” A csoportos projektek jó módszernek tűnnek a soft skillek fejlesztésére, de ezek értékelése továbbra is komoly akadályt jelent. A kutatók a csoportos munka és az objektív értékelés közötti jó kompromisszumnak a szakértői értékelést tartják. Az ebben a témában végzett kutatások pozitív és negatív eredményekről is beszámoltak. A Georgia Southern Egyetem Zhang professzora által végzett tanulmány, bár kevés résztvevővel, „egy első lépés egy szakmai értékelési skála kidolgozása és validálása felé”.
„A soft skillek fejlesztése sokkal nehezebb, mint a hard skilleké, mivel folyamatos, aktív interakciót igényel másokkal, és hajlandóságot a viselkedési visszajelzések elfogadására.” Míg a kemény készségek elsajátíthatók könyvből vagy egyéni képzés során, a soft skillek fejlesztéséhez elengedhetetlen a megfelelő környezet és az interakció más emberekkel. Ennek következtében a tanulás nem csupán az egyéntől függ, hanem számos külső tényező is befolyásolja, amelyek megnehezítik és kiszámíthatatlanná teszik az oktatási folyamatot.
A képzési transzfer, „amelyet úgy definiálunk, mint azt a mértéket, amennyire a képzésen tanultakat alkalmazzák a munkahelyen, és milyen mértékben javítják a munkával kapcsolatos teljesítményt”, egy másik ok, amiért a soft skillek oktatása nehéz. „Korábbi kutatások és anekdotikus bizonyítékok hangsúlyozták, hogy a soft skills képzés lényegesen kisebb valószínűséggel visz át a képzésből a munkahelyre, mint a hard skills képzés.” Ez arra kényszeríti a vállalatokat és szervezeteket, hogy több pénzt és időt fektessenek be a képzésbe, és nem mindenki hajlandó erre.
Az OECD 2019-ben kiadott „Az oktatás és a készségek jövője 2030” című jelentése kiemelte a soft skillek növekvő fontosságát az oktatásban olyan trendek miatt, mint a globalizáció, valamint a technológia és a mesterséges intelligencia gyors fejlődése, amelyek változásokat követelnek meg a munkaerőpiacon és a jövőbeli munkavállalók számára a sikerhez szükséges készségek terén. A jelentés szerint „a versenyképesség megőrzéséhez a munkavállalóknak folyamatosan új készségeket kell elsajátítaniuk, ami rugalmasságot, az egész életen át tartó tanuláshoz való pozitív hozzáállást és kíváncsiságot igényel”.
Kutatások vizsgálták a soft skillek és a tudás átadását olyan formátumokon keresztül, mint a játék (DeKorver, Choi és Town, 2017 ), valamint a projektalapú tanulás (Lee és Tsai, 2004). A szakirodalom egy másik fontos megállapítása, hogy a soft skillek hosszú távú előnyeinek maximalizálása érdekében azokat a kisgyermekekre, különösen az 1 és 9 év közötti életkorra kell összpontosítani. A Nobel-díjasok, Heckman és Kautz (2012 ) erre bizonyítékot szolgáltattak a Perry óvodai soft skills program elemzésében, ahol azt találták, hogy a személyiségjegyek hogyan változtathatók meg olyan módon, ami előnyös életkimenetelekhez vezet. A program keretében szociális készségeket tanítottak alacsony jövedelmű, fekete családokból származó 3 és 4 éves gyermekeknek, akiknek kezdeti IQ-pontszáma 3 éves korukban 85 alatt volt. 128 gyermek vett részt a négyéves, magas színvonalú óvodai nevelési programban, amely az aktív tanulásra helyezte a hangsúlyt. A gyerekek olyan tevékenységekben vettek részt, amelyek célja döntéshozatali és problémamegoldó készségeik fejlesztése volt, és amelyeket maguk a gyerekek terveztek, hajtottak végre és ellenőriztek felnőttek támogatásával. A tanárok hetente másfél órás látogatást tettek minden diák otthonában, hogy bevonják az anyákat az oktatási folyamatba, és segítsék az óvodai tananyag otthoni megvalósítását.
Ezt a longitudinális vizsgálatot randomizált, kontrollált vizsgálatok (RCT) segítségével értékelték. Megállapították, hogy a programban részt vevő csoport 40 éves korára szignifikánsan pozitívabb életkilátásokkal rendelkezett, mint a kontrollcsoport, amely nem vett részt benne. Ez magában foglalta, hogy a programcsoport 60%-a évente többet keresett (több mint 20 000 USD-t), mint a programon kívüli csoport 40%-a. Ezenkívül a programcsoport 77%-a elvégezte a középiskolát, míg a programban nem részt vevő csoportnak csak 60%-a. További életeseményként említhető, hogy a programban részt vevőknél kisebb valószínűséggel kerültek letartóztatás áldozatává, saját otthonuk és autójuk volt, és kevesebb tinédzserkori terhességük volt (Heckman és Kautz, 2012). Más tanulmányokból származó bizonyítékok összhangban vannak a Perry Óvodai Program eredményeivel, például a Krueger és Whitmore (2001 ) által végzett Project STAR (Diák/Tanár Teljesítmény Arány) és a Project PATHS (Alternatív Gondolkodási Stratégiák Előmozdítása) adataival, amely az általános iskolás gyerekeknek szóló önkontrollt, érzelmi tudatosságot és szociális problémák megoldását tanítja (Bierman et al., 2010 [ ). Mindkét tanulmány megállapította, hogy a soft skillek fejlesztésének fiatal korban, kisgyermekcsoportoknál történő alkalmazása jelentősen magasabb bérekhez vezetett korai felnőttkorban társaikhoz képest, és más életre szóló sikerekhez is vezetett (Dee és West, 2011; Durlak et al., 2011 ).
Az IBM SkillsBuild soft skills képzéseket kínál.

### Metakogníció
Ugyanez az OECD-jelentés hangsúlyozta a metakognitív készségek fontosságát az egész életen át tartó tanulásban. A metakogníció annyit jelent, hogy átgondoljuk saját gondolkodásmódunkat. Pontosabban, olyan folyamatokra utal, amelyeket az egyén saját megértésének felmérésére használ. Magában foglalja a kritikai gondolkodást, a reflexiót, valamint az önmagunkkal való tudatosságot mint gondolkodó és tanuló (Chick, 2013). Az automatizálás növekedésével a pusztán kognitív vagy szakmai készségek már nem elegendőek ahhoz, hogy eligazodjunk ebben a változékony, bizonytalan, összetett és kétértelmű világban (Yeo, 2019 OECD 2015.

## Foglalkoztatás
Az OECD 2019-es készségfejlesztési kilátásairól szóló jelentése szerint az egész életen át tartó tanulás, vagy metakogníció egyre szükségesebbé válik a foglalkoztatáshoz és a jövőbeli, fokozott bizonytalansággal teli környezet kezeléséhez. A jelentés szerint „az emberek valószínűleg jobban képesek kezelni a bizonytalanságot, mint a mesterséges intelligencia”, mivel a mesterséges intelligencia hatékonyan képes elvégezni bizonyos feladatokat, de nem könnyen programozható úgy, hogy figyelembe vegye az emberekkel vagy emberi ügyfelekkel való munka során felmerülő bizonytalanságot és váratlan összetettséget. Másképp fogalmazva, a soft skilleket nagyon nehéz kódolni. Ezzel szemben az emberek könnyebben reagálnak a bizonytalanságra, az ingadozásra, a komplexitásra és a kétértelműségre azáltal, hogy alkalmazkodóképes tanulók, és képesek könnyen átvenni, fejleszteni, illetve elvetni hiedelmeiket és a világról alkotott felfogásukat, amikor új kontextusba kerülnek (OECD, 2019 ). Ennek ellenére az emberek néha nem képesek produktívan alkalmazkodni, a gépek pedig sok esetben teljesen hiányoznak ezekből a képességekből (Laukkonen, Biddell és Gallagher, 2018 ).

## Kritika
Míg a „soft skilleket” világszerte egyre inkább tanítják az oktatási programokban, egyes tudósok kimutatták a kifejezés következetlen használatát, valamint azt, hogy hogyan használják fel az alkalmazottak irányítására, nem pedig felhatalmazására. Deborah Cameron például rámutat, hogy az Egyesült Királyságban a szolgáltatók körében a „kommunikációs” készségekre helyezett növekvő figyelem korlátozta a munkavállalók kifejezési formáit, és egységes társalgási kódokat eredményezett. Kori Allan bemutatja, hogy a Kanadában működő állami integrációs programok az új bevándorlók számára a soft skillekre összpontosítanak, hogy az egyének átvegyék a kanadai társadalom interperszonális kulturális normáit.
Kínában az Oktatási Minisztérium a vizsgákra épülő tanulás rovására igyekezett előmozdítani a diákok önkifejezését és kommunikációs készségeit, azonban e képességek mérésének nehézsége, és ráadásul az a tény, hogy ezek a képességek könnyebben azonosíthatók a városi elit körében, mintsem demokratikusan elérhetők, e törekvések nagy részét visszafogta. Ahogy Gil Hizi is bemutatja, ahelyett, hogy objektíven elismert, a munkaerőpiacon szükséges képességekként kezelnék őket, Kínában azok az emberek, akik fejlesztik a soft skilleiket, inkább individualistának és kozmopolitának tekintik magukat, ellentétben a helyi kultúra követelményeivel.

## Fordítás
Ez a szócikk részben vagy egészben  a   Soft skills című angol Wikipédia-szócikk ezen változatának fordításán alapul.  Az eredeti cikk szerkesztőit annak laptörténete sorolja fel. Ez a jelzés csupán a megfogalmazás eredetét és a szerzői jogokat jelzi, nem szolgál a cikkben szereplő információk forrásmegjelöléseként.

## További olvasmányok
- Peggy, Klaus, The Hard Truth About Soft Skills: Workplace Lessons Smart People Wish They'd Learned Sooner
- Giusti, Giuseppe, Soft Skills for Lawyers
- IBM SkillsBuild